# Prix Ratzinger
Le prix Ratzinger est une récompense accordée à deux (ou trois) personnalités qui se sont distinguées de manière significative dans le domaine de la théologie et de la culture chrétienne. Créé en 2011 par la Fondation vaticane Joseph Ratzinger – Benoît XVI il est accordé annuellement. Il est souvent considéré comme le « prix Nobel de théologie ».
En avril 2017, à l'occasion des 90 ans du Pape émérite Benoît XVI, les treize premiers lauréats du Prix Ratzinger rédigent un livre d'hommage sous la direction de Federico Lombardi, ancien porte-parole de la Salle de presse du Saint-Siège et actuel président de la fondation, et de Pierluca Azzaro, le secrétaire de la fondation, intitulé « Cooperatores Veritatis ».

## Lauréats
| Année | Nom                                  | Nationalité               | Commentaire                                                                             |
| ----- | ------------------------------------ | ------------------------- | --------------------------------------------------------------------------------------- |
| 2011  | Manlio Simonetti (en)                | Italien                   | Professeur d'histoire et littérature chrétienne ancienne.                               |
| 2011  | Olegario Gonzalez de Cardedal (es)   | Espagnol                  | Spécialiste de théologie systématique.                                                  |
| 2011  | Maximilian Heim (de)                 | Allemand                  | Théologien, spécialiste de la pensée de Joseph Ratzinger, cistercien.                   |
| 2012  | Rémi Brague                          | Français                  | Spécialiste de philosophie médiévale, arabe, et des religions européennes.              |
| 2012  | Brian E. Daley                       | Américain                 | Théologien, jésuite.                                                                    |
| 2013  | Richard Burridge (en)                | Britannique               | Spécialiste d'interprétation biblique, prêtre anglican.                                 |
| 2013  | Christian Schaller                   | Allemand                  | Universitaire, théologien.                                                              |
| 2014  | Anne-Marie Pelletier                 | Française                 | Professeur d'études bibliques et écritures saintes.                                     |
| 2014  | Waldemar Chrostowski (en)            | Polonais                  | Bibliste, enseignant, prêtre.                                                           |
| 2015  | Mario de França Mirande              | Brésilien                 | Enseignant et chercheur en théologie systématique et anthropologique, jésuite.          |
| 2015  | Nabil_el-Khoury (de)                 | Libanais                  | Professeur de philosophie et littérature comparative, polyglotte, traducteur.           |
| 2016  | Inos Biffi (it)                      | Italien                   | Professeur de théologie systématique et d'histoire de la théologie.                     |
| 2016  | Ioannis Kourempeles (de)             | Grec                      | Enseignant, théologien, spécialiste des relations inter-orthodoxe et inter-chrétiennes. |
| 2017  | Theodor Dieter (de)                  | Allemand                  | Spécialiste du dialogue entre luthériens et catholiques, pasteur luthérien.             |
| 2017  | Karl-Heinz Menke                     | Allemand                  | Théologien, professeur de dogmatique et propédeutique théologique, prêtre.              |
| 2017  | Arvo Pärt                            | Estonien                  | Compositeur de musique sacrée.                                                          |
| 2018  | Marianne Schlosser                   | Allemande                 | Théologienne de la spiritualité, membre de la commission théologique internationale.    |
| 2018  | Mario Botta                          | Suisse                    | Architecte, créateur de nombreux lieux de culte.                                        |
| 2019  | Charles M. Taylor                    | Canadien                  | Philosophe, spécialiste des relations entre religion et modernité.                      |
| 2019  | Paul Béré                            | Burkinabé                 | Théologien et bibliste, promoteur d'une théologie africaine.                            |
| 2020  | Jean-Luc Marion                      | Français                  | Philosophe et historien de la philosophie.                                              |
| 2020  | Tracey Rowland (en)                  | Australienne              | Théologienne.                                                                           |
| 2021  | Hanna-Barbara Gerl-Falkovitz (en)    | Allemande                 | Philosophe.                                                                             |
| 2021  | Ludger Schwienhorst-Schönberger (de) | Allemand                  | Théologien.                                                                             |
| 2022  | Michel Fédou                         | Français                  | Théologien, jésuite.                                                                    |
| 2022  | Joseph H. H. Weiler (en)             | Sud-africain et américain | Universitaire.                                                                          |
| 2023  | Pablo Blanco Sarto                   | Espagnol                  | poète                                                                                   |
| 2023  | Francesc Torralba Roselló            | Espagnol                  | Philosophe et théologien                                                                |
| 2024  | Cyril O'Regan (en)                   | Irlandais                 | Théologien                                                                              |
| 2024  | Etsurō Sotoo                         | Japonais                  | Sculpteur                                                                               |